# Tiziana Drago
Tiziana Carmela Rosaria Drago (Catania, 16 luglio 1969) è una politica italiana.

## Biografia
Vive a Trecastagni (Catania), piccolo comune alle pendici dell'Etna; è sposata e ha quattro figli. Si è laureata in Pedagogia a Catania nel 1996, conseguendo poi i master “Il pedagogista nell’Azienda Sanitaria” e "La progettazione didattica di sistema e d’aula”. Di professione è insegnante. 

### Elezione a senatrice
Alle elezioni politiche del 2018 viene eletta senatrice nel collegio uninominale di Acireale, sostenuta dal Movimento 5 Stelle. Nel luglio 2020 è stata l'unica del suo gruppo ad astenersi sul voto per il via al processo Salvini sul caso Open Arms.
Il 27 ottobre 2020, dopo le polemiche per "impegni traditi sulla famiglia", ha annunciato di aver lasciato il Movimento 5 Stelle. Comunica quindi il passaggio a Popolo Protagonista - Alternativa Popolare, seguendo quanto fatto alla Camera da Gianluca Rospi e Fabiola Bologna, altri due ex pentastellati.
Il 19 gennaio 2021 ha votato no alla fiducia al Governo Conte II.
Il 18 marzo 2021 passa a Fratelli d'Italia.
Non ricandidata alle politiche da FdI, il 26 ottobre 2022 lascia il partito.

### Dopo l'uscita dal parlamento
Il 7 marzo 2023 aderisce all'Unione di Centro, venendo nominata responsabile nazionale del Dipartimento scuola, famiglia e politiche sociali.